# John Francis Metcalfe
John Francis Metcalfe, britanski general, * 30. junij 1908, † 11. junij 1975.